# Paracleocnemis termalis
Paracleocnemis termalis is een spinnensoort in de taxonomische indeling van de renspinnen (Philodromidae).
Het dier behoort tot het geslacht Paracleocnemis. De wetenschappelijke naam van de soort werd voor het eerst geldig gepubliceerd in 1942 door Schiapelli & Gerschman.